# تيم ليستير
تيم ليستير (بالإنجليزية: Tim Lester) هو لاعب كرة قدم أمريكية أمريكي، ولد في 15 يونيو 1968 في ميامي في الولايات المتحدة.

## وصلات خارجية
- تيم ليستير على موقع مرجع كرة القدم المحترفة.كوم (الإنجليزية)